# James Everett
James Everett (irisch Séamus Eabhróid, * 1. Mai 1894; † 18. Dezember 1967) war ein irischer Politiker der Irish Labour Party sowie der National Labour Party.

## Biografie
Everett, der als Gewerkschaftssekretär tätig war, begann seine nationale politische Laufbahn als Kandidat der Irish Labour Party 1922 mit der erstmaligen Wahl zum Abgeordneten (Teachta Dála) des Unterhauses (Dáil Éireann). Dort vertrat er nach dem Annehmen des Mandats am 21. Februar 1923 zunächst den Wahlkreis Kildare-Wicklow und danach bis 1944 nach sechs Wiederwahlen den Wahlkreis Wicklow.
1944 trat er aus der Irish Labour Party aus und gründete die National Labour Party, deren Vorsitzender er zugleich von 1944 bis 1950 blieb. Zugleich wurde er als Vertreter des Wahlkreises Wicklow von 1944 bis 1951 auch wieder zum Unterhausmitglied gewählt. Während seiner Zeit als Parteivorsitzender konnte die National Labour Party die Anzahl ihrer Sitze von 4 bei den 1948 auf 5 im Jahr 1948 verbessern.
Nach der Bildung einer Koalitionsregierung aus Fine Gael und Irish Labour Party und National Labour Party wurde Everett am 18. Februar 1948 von Premierminister (Taoiseach) John A. Costello zum Minister für Post und Telegrafie ernannt und behielt dieses Amt bis zum Ende von Costellos Amtszeit am 13. Juni 1951.
1950 trat er wiederum der Irish Labour Party bei und wurde für diese 1951 wiederum zum Mitglied des Dáil gewählt, dem er nunmehr als Vertreter des Wahlkreises Wicklow bis zu seinem Tode angehörte.
Als John A. Costello am 2. Juni 1954 erneut eine Koalitionsregierung aus Fine Gael und Irish Labour Party bildete, wurde er von diesem zum Justizminister berufen und bekleidete diese Position bis zum 20. März 1957.